# Gary Schellenberger
Pour les articles homonymes, voir Schellenberger.
Gary Ralph Schellenberger (né le 15 septembre 1943 à Sebringville, Ontario) est un homme politique canadien

## Biographie
Il a été député à la Chambre des communes du Canada, représentant la circonscription ontarienne de Perth—Wellington de 2003 à 2015. D'abord élu sous la bannière du Parti progressiste-conservateur du Canada, il se joint au Parti conservateur du Canada lorsque celui-ci est formé par la fusion de son parti avec l'Alliance canadienne.
Il ne s'est pas représenté lors des élections générales de 2015.